# Columna vertebral
La columna vertebral o espina dorsal, también llamada esquena (del gótico *skĭna ‘barrita’, ‘tibia’), entrecuesto (del latín inter ‘entre’ y costa ‘costilla’) o raquis (del latín rachis, y este del griego ῥάχις ráchis), es una compleja estructura cartilaginosa y ósea articulada y resistente, en forma de tallo longitudinal, que constituye la parte posterior del esqueleto axial de los animales vertebrados y que protege a la médula espinal.
En los seres humanos y otros hominoideos, la columna vertebral es un conjunto de huesos situados (en su mayor extensión) en la parte media y posterior del tronco, y va desde la cabeza (a la cual sostiene), pasando por el cuello y la espalda, hasta la pelvis a la cual le da soporte y equilibrio

## Regiones de la columna
La columna vertebral consta de dos regiones principales en peces: troncal y caudal. En tetrápodos, se agrega la región cervical relacionada con el cuello y la región sacra, relacionada con la cintura pélvica. En mamíferos, la región troncal se divide en torácica y lumbar. La mayoría de los mamíferos tienen siete vértebras en la región cervical.
Dentro de los primates hominoideos, se reduce la región caudal, transformándose en el cóccix.

### Regiones de la columna en los seres humanos
Los seres humanos cuentan con treinta y tres vértebras durante la niñez y veintiséis en la adultez (debido a que las vértebras de la región sacrococcígea y el cóccix se unen formando un hueso cada uno), dividiéndose en:
- región cervical (siete vértebras, C1-C7)
- región dorsal o torácica (doce vértebras, T1-T12)
- región lumbar (cinco vértebras, L1-L5)
- región sacroaxial (cinco vértebras, S1-S5)
- coxis (4 vértebras)

Cada región tiene una serie de características propias, las cuales se van superponiendo en aquellas vértebras cercanas a la otra zona (como por ejemplo C7, T12 o L5).

Vértebras cervicales (visión oblicua)

### Región cervical
Existen siete huesos cervicales, con ocho nervios espinales, en general son pequeños y delicados. Sus procesos espinosos son cortos (con excepción de C2 y C7, los cuales tienen procesos espinosos incluso palpables). Nombrados de cefálico a caudal de C1 a C7, atlas (C1) y axis (C2), son las vértebras que le permiten la movilidad del cuello. En la mayoría de las situaciones, es la articulación atlantooccipital que le permite a la cabeza moverse de arriba abajo, mientras que la unión atlantoaxoidea le permite al cuello moverse y girar de izquierda a derecha. En el axis se encuentra el primer disco intervertebral de la columna vertebral. Todos los mamíferos, salvo los manatíes y los perezosos, tienen siete vértebras cervicales, sin importar la longitud del cuello.
Las vértebras cervicales poseen el foramen transverso por donde transcurren las arterias vertebrales que llegan hasta el foramen magno para finalizar en el polígono de Willis. Estos forámenes son los más pequeños, mientras que el foramen vertebral tiene forma triangular. Los procesos espinosos son cortos y con frecuencia están bifurcados (salvo el proceso C7, en donde se ve claramente un fenómeno de transición, asemejándose más a una vértebra torácica que a una vértebra cervical prototipo).

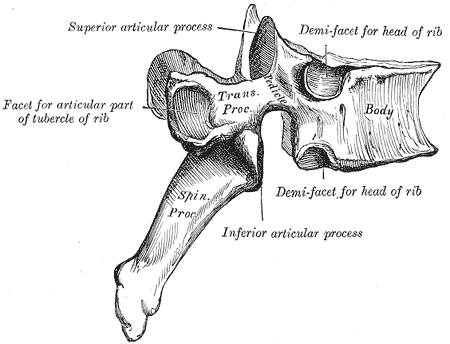
Esquema de una vértebra torácica

En la región cervical, es posible distinguir dos partes:
- Columna cervical superior (CCA): formada por los cóndilos occipitales, atlas (C1) y carillas articulares superiores del axis (C2). Hacen movimientos cibernéticos, de ajuste con tres grados de movimiento.
- Columna cervical baja (CCB): desde las carillas articulares inferiores del axis (C2) hasta la meseta superior de T1. Van a realizar dos tipos de movimientos: flexoextensión y movimientos mixtos de inclinación-rotación. Esta región requiere mucha movilidad, protege al bulbo raquídeo y la médula espinal. También estabiliza y sostiene la cabeza que representa el 10 % del peso corporal.

Ambas partes de la columna cervical (CCA y CCB) se van a complementar entre sí para realizar movimientos puros de rotación, inclinación o flexoextensión de la cabeza.

### Región torácica
Los doce huesos torácicos y sus procesos transversos tienen una superficie para articular con las costillas. Alguna rotación puede ocurrir entre las vértebras de esta zona, pero en general, poseen una alta rigidez que previene la flexión o la excursión excesiva, formando en conjunto a las costillas y la caja torácica, protegiendo los órganos vitales que existen a este nivel (corazón, pulmón y grandes vasos). Los cuerpos vertebrales tienen forma de corazón con un amplio diámetro anteroposterior. Los forámenes vertebrales tienen forma circular.[cita requerida]

### Región lumbar
Las cinco vértebras tienen una estructura muy robusta, debido al gran peso que tienen que soportar por parte del resto de vértebras proximales. Permiten un grado significativo de flexión y extensión, además de flexión lateral y un pequeño rango de rotación. Es el segmento de mayor movilidad a nivel de la columna. Los discos entre las vértebras construyen la lordosis lumbar (tercera curva fisiológica de la columna, con concavidad hacia posterior).

### Región sacra
Son cinco huesos que en la edad madura del ser humano se encuentran fusionadas, sin disco intervertebral entre cada una de ellas.

### Coxis
En general, el coxis o cóccix es un grupo de cuatro vértebras (en casos más raros, puede haber tres o cinco) sin discos intervertebrales. Muchos animales mamíferos pueden tener un mayor número de vértebras a nivel de esta región, que reciben el nombre de vértebras caudales. El dolor a nivel de esta región se denomina coccigodinia, el cual puede ser de diverso origen.

## Funciones
Las funciones de la columna vertebral son varias, principalmente interviene como elemento de sostén estático y dinámico, proporciona protección a la médula espinal recubriéndola, y es uno de los factores que ayudan a mantener el centro de gravedad de los vertebrados.
La columna vertebral es la estructura principal de soporte del esqueleto que protege la médula espinal y permite al ser humano desplazarse en posición “de pie”, sin perder el equilibrio. La columna vertebral está formada por siete vértebras cervicales, doce vértebras torácicas o vértebras dorsales, cinco vértebras lumbares inferiores soldadas al sacro, y tres a cinco vértebras soldadas al cóccix. Entre las vértebras también se encuentran unos tejidos llamados discos intervertebrales que le dan mayor flexibilidad.
La columna vertebral sirve también de soporte para el cráneo.

## Constitución
La columna vertebral está constituida por piezas óseas superpuestas y articuladas entre sí, llamadas vértebras (vertebræ PNA), cuyo número —considerado erróneamente casi constante— es de treinta y tres piezas, aproximadamente, dependiendo de la especie.
Las vértebras están conformadas de tal manera que la columna goza de flexibilidad, estabilidad y amortiguación de impactos durante la locomoción normal del organismo.[cita requerida]
La columna vertebral de un humano adulto mide por término medio 75 cm de longitud.[cita requerida]

## Curvaturas de la columna vertebral humana

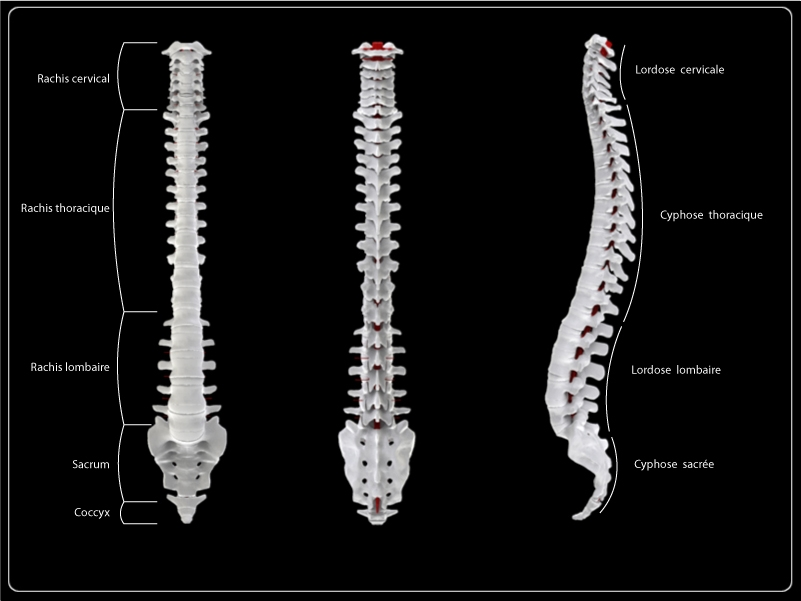
Diagrama de la anatomía de la columna

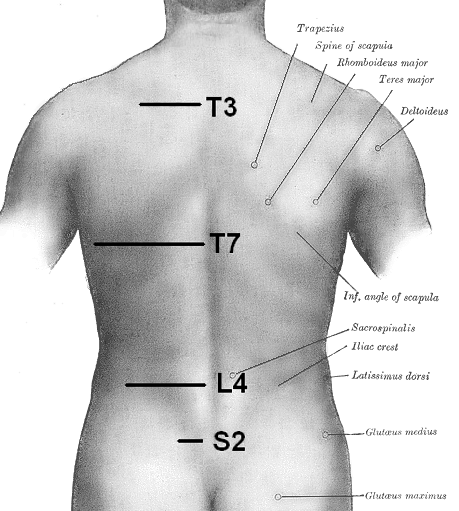
Orientación de la columna vertebral en superficie

Las curvaturas de la columna vertebral no se producen sólo debido a la forma de las vértebras, sino también a la forma de los discos intervertebrales.
En los seres humanos, la columna vertebral presenta varias curvas, que corresponden a sus diferentes regiones: cervical, torácica, lumbar y pélvica.
La curva cervical es convexa hacia adelante; es la menos marcada de todas las curvas. La curva torácica es cóncava hacia delante, y se conoce como la curva tt. La curva lumbar es más marcada en la mujer que en el varón. Es convexa anteriormente, y se conoce como la curva lordótica. La curva pélvica concluye en el coxis; su concavidad se dirige hacia delante y hacia atrás.
La columna humana cuenta con dos tipos principales de curvaturas: anteroposteriores (ventrodorsales) y laterolaterales.

### Curvaturas anteroposteriores
Se describen dos tipos de curvaturas: cifosis y lordosis. La cifosis es la curvatura que dispone al segmento vertebral con una concavidad anterior o ventral y una convexidad posterior o dorsal. La lordosis, al contrario, le da al segmento vertebral una convexidad anterior o ventral y una concavidad posterior o dorsal. La columna vertebral humana se divide en cuatro regiones, cada una con un tipo de curvatura característica:
- Cervical: lordosis.
- Torácica: cifosis.
- Lumbar: lordosis.
- Sacrococcígea: cifosis.

En el recién nacido humano, la columna cervical sólo cuenta con una gran cifosis. La lordosis lumbar y cervical aparecen luego.

### Curvaturas laterales
En los seres humanos, la columna vertebral presenta una curvatura torácica imperceptible de convexidad contralateral al lado funcional del cuerpo. Debido al predominio de la condición diestra en la población, la mayoría presenta una curvatura lateral torácica de convexidad derecha.

## Biomecánica

Vértebras cervicales

Vértebras torácicas

Vértebras lumbares

Biomecánicamente hablando, la columna vertebral tiene dos grandes funciones:
En primer lugar, es un pilar que sostiene el tronco, y mientras más inferior (lumbar), más centralizado está con respecto de  los demás componentes, para soportar mejor la carga del hemicuerpo que queda sobre esta zona. Así mismo, en la región cervical también se distribuye en el centro (para soportar la cabeza), esto es lo que veríamos en un corte anteroposterior. No es así en la zona dorsal debido a su función de albergar algunos de los principales órganos.
En segundo lugar, la columna protege a dos de los principales elementos del sistema nervioso central, que son la médula espinal, alojada en su canal raquídeo y, puesto que este comienza en el agujero magno occipital, también al bulbo raquídeo.
Por supuesto, no podemos olvidar la importancia de una columna articulada que permite el movimiento del tronco y la diferencia que aporta esta capacidad con otras especies que es la bipedestación.

### Unidad funcional vertebral
La unidad funcional vertebral está constituida por dos vértebras adyacentes y el disco intervertebral.
En esta unidad vertebral se puede distinguir un pilar anterior, cuya principal función es el soporte, desempeñando una función estática; y un pilar posterior cuya función es dinámica.
Existe una relación funcional entre el pilar anterior y el posterior, que queda asegurada por los pedículos vertebrales. La unidad vertebral representa una palanca «interapoyo» de primer grado, donde la articulación interapofisaria desempeña el papel de punto de apoyo. Este sistema de palanca permite amortiguar las fuerzas de comprensión axial sobre el disco de manera pasiva, y amortiguación activa en los músculos posteriores.

### Generalidades del cuerpo vertebral
El cuerpo vertebral tiene la estructura de un hueso corto;  es decir, una estructura en cascarón con una cortical de hueso denso rodeando al tejido esponjoso. La cortical de la cara superior y de la cara inferior del cuerpo vertebral se denomina meseta vertebral. Este es más espeso en su parte central donde se halla una porción cartilaginosa. La periferia forma un reborde, el rodete marginal. Este rodete procede del punto de osificación epifisaria que tiene la forma de un anillo y se une al resto del cuerpo vertebral hacia los catorce o quince años de edad. Las alteraciones de osificación de este núcleo epifisario constituyen la epifisitis vertebral o la enfermedad de Schauermann.[cita requerida]
En un corte verticofrontal del cuerpo vertebral, se puede constatar con claridad, a cada lado, corticales espesas, arriba y abajo, la meseta tibial cubierta por una capa cartilaginosa y en el centro del cuerpo vertebral trabéculas de hueso esponjoso que se distribuyen siguiendo líneas de fuerza. Estas líneas son verticales y unen la meseta superior y la inferior, u horizontales que unen las dos corticales laterales, o también oblicuas, uniendo entonces la meseta inferior con las corticales laterales.[cita requerida]
En un corte sagital, aparecen nuevamente las citadas trabéculas verticales pero, además, existen dos sistemas de fibras oblicuas denominadas fibras en abanico. Por una parte, un abanico que se origina en la meseta superior para expandirse, a través de los pedículos, hacia la apófisis articular superior de cada lado y la apófisis espinosa. Por otra parte, un abanico que se origina en la meseta inferior para expandirse, a través de los pedículos, hacia las dos apófisis articulares inferiores y la apófisis espinosa.[cita requerida]
El cruce de estos tres sistemas trabeculares establece puntos de gran resistencia, pero también un punto de menor resistencia, y en particular un triángulo de base anterior donde no existen más que trabéculas verticales.[cita requerida]
Esto explica la fractura cuneiforme del cuerpo vertebral: de hecho, ante una fuerza de compresión axial de 600 kg la parte anterior del cuerpo vertebral se aplasta: se trata de una fractura por aplastamiento. Para aplastar enteramente el cuerpo vertebral además de hacer que “el muro posterior” ceda, se precisa una fuerza de compresión axial de 800 kg.[cita requerida]

### Generalidades del arco
Cuando se descompone una vértebra tipo en sus diferentes partes constitutivas, puede constatarse que está compuesta por dos partes principales:
- El cuerpo vertebral, por delante.
- El arco posterior, por detrás.

El arco posterior tiene forma de herradura, a ambos lados de este arco posterior se fija el macizo de las apófisis articulares, de modo, que se delimitan dos partes en el mismo.
- Por un lado, se localizan los pedículos, por delante del macizo de las apófisis articulares.
- Por otro, se sitúan las láminas y por detrás del macizo de las apófisis articulares.

Por detrás, en la línea media, se fijan las apófisis espinosas. El arco posterior, así constituido, se une a la cara posterior del cuerpo vertebral mediante los pedículos. La vértebra completa contiene además las apófisis transversas, que se unen al arco posterior aproximadamente a la altura del macizo de las apófisis articulares. Esta vértebra tipo se halla en todos los niveles del raquis con, por supuesto, cambios importantes bien en el cuerpo vertebral, en el arco posterior y generalmente en ambas a la vez.[cita requerida]

### Biomecánica del arco
Situado por detrás de la vértebra se localiza el arco posterior. Sujeta las apófisis articulares, cuyo apilamiento conforma las columnas de las apófisis articulares. El pilar posterior desempeña una función dinámica. La relación funcional entre pilar anterior y pilar posterior queda garantizada por los pedículos vertebrales. Si se considera la estructura trabecular de los discos vertebrales y de los arcos posteriores, se puede comparar cada vértebra a una palanca de primer grado, denominada "interapoyo", donde la articulación cigapofisiaria desempeña la función de punto de apoyo. Este sistema de palanca permite amortiguar las fuerzas de compresión axial sobre la columna: amortiguación indirecta y pasiva en el disco intervertebral, amortiguación indirecta y activa en los músculos de las correderas vertebrales, todo esto mediante las palancas que forma cada arco posterior. Por lo tanto, la amortiguación de las fuerzas de compresión es a la vez pasiva y activa.[cita requerida]

### Biomecánica del cuerpo vertebral
El cuerpo vertebral comprende una estructura ósea cóncava lateralmente, cuyas dimensiones predominan en anchura, que posee una concavidad posterior para que se aloje la médula y que se encuentra recubierta de cartílago articular.
Su morfología es determinada por las grandes exigencias mecánicas en cuanto a la transmisión de fuerzas a la que se ve sometido todo el raquis vertebral, llegando a soportar más del 80 % de la carga.
Los cuerpos vertebrales superior e inferior adyacentes al disco intervertebral forman una articulación de tipo anfiartrosis. Cuya función principal es dar estabilidad soportando principalmente esfuerzos compresivos. Por el contrario, sus respectivos arcos vertebrales poseen una función dinámica proporcionando dinamismo a toda la estructura funcional formada por los tres elementos anteriores.
La alteración de la distribución de cargas entre el cuerpo y el arco vertebral determinará la aparición de síndromes facetarios, degenerando los macizos interapofisarios posteriores por el aumento del porcentaje de carga soportado.
La transmisión de cargas se modifica en función de la curvatura del raquis que se encuentre sometida a estrés:
- En las lordosis cervical y lumbar se producen principalmente a través de los arcos vertebrales o pilar posterior.
- En las cifosis dorsal y sacra a través de los cuerpos vertebrales o pilar anterior.
- En las zonas de transición las estructuras sometidas a importantes fuerzas de tracción son los pedículos vertebrales.

Comportamiento de los cuerpos vertebrales y arcos vertebrales  asociado a los movimientos simples del disco:
- Flexión:
  - La vértebra superior se desliza hacia delante y disminuye el espacio intervertebral a nivel anterior.
  - El núcleo se desliza hacia atrás.
  - Mecanismo de autoestabilización (acción conjunta del núcleo pulposo y del anillo fibroso) hace de freno para evitar mayor desplazamiento de la vértebra superior hacia delante.
  - Los procesos articulares posteriores se separan.
- Extensión:
  - La vértebra superior se desliza hacia atrás y disminuye el espacio intervertebral a nivel posterior.
  - El núcleo se desliza hacia delante.
  - Mecanismo de autoestabilización: hace de freno para evitar mayor desplazamiento de la vértebra superior hacia atrás.
  - Los procesos articulares posteriores se juntan.
- Latero flexión o inclinación lateral:
  - La vértebra superior se desplaza hacia el  lateral.
  - El núcleo pulposo se desliza contralateral.
  - El mecanismo de autoestabilización: hace de freno para evitar mayor desplazamiento de la vértebra superior hacia el lateral.
- Rotación:
  - La vértebra superior rota hacia el lateral.
  - El núcleo pulposo rota en sentido contralateral.
  - Incremento de la presión interna del núcleo pulposo.
  - El mecanismo de autoestabilización: hace de freno para evitar mayor rotación de la vértebra superior.

### Función de las columnas que forman los discos y arcos
Por delante se encuentra el pilar anterior, cuya función es principalmente de soporte. Por detrás se hallan las columnas articulares, sujetas por el arco posterior. Mientras el pilar anterior desempeña una función estática, el pilar posterior desempeña una función dinámica.
En sentido vertical, la disposición alterna de las piezas óseas y de los elementos de unión ligamentosa permite distinguir, según Schmorl,[cita requerida] un segmento pasivo, constituido por la vértebra misma, y un segmento motor, que comprende de delante atrás: el disco intervertebral, el agujero de conjunción, las articulaciones interapofisarias y, por último, el ligamento amarillo y el interespinoso. La movilidad de este segmento motor, correspondiente al pilar posterior, es responsable de los movimientos de la columna vertebral.
Los ligamentos anexos al arco posterior aseguran la unión entre dos arcos vertebrales adyacentes:
- El ligamento amarillo, muy denso y resistente, que se une a su homólogo en la línea media y se inserta, por arriba en la cara profunda de la lámina vertebral de la vértebra subyacente y, por abajo en el borde superior de la lámina vertebral de la vértebra subyacente.
- El ligamento interespinoso, que se prolonga por detrás mediante el ligamento supraespinoso. Este ligamento supraespinoso está poco individualizado en la porción lumbar; en cambio, es muy nítido en el tramo cervical.
- El ligamento intertransverso, que se inserta a cada lado en el extremo de cada apófisis transversa.
- Ligamentos interapofisarios, que se encuentran en las articulaciones interapofisarias y que refuerzan la cápsula de estas articulaciones: ligamento anterior y ligamento posterior.

El conjunto de estos ligamentos asegura una unión extremadamente sólida entre las vértebras, a la par que le confiere al raquis una gran resistencia mecánica.

### Biomecánica de los pilares vertebrales
En primer lugar es necesario saber que el 80 % del peso corporal cae sobre el pilar anterior de la columna (parte estática), y el 20 % restante sobre el pilar posterior (parte dinámica). Según Louis y Bruguer, cuando se alteran estas funciones, se producen una serie de compensaciones (hernias, protusiones...).

#### Pilar anterior
El pilar anterior de la columna vertebral está constituido por los cuerpos vertebrales y los discos intervertebrales. Tiene una función de soporte (cuerpos) y elasticidad (discos).

##### Cuerpo vertebral
Es un hueso corto, con el interior de tejido óseo esponjoso, que se dispone en el interior formando unas estructuras anastomosadas bifurcadas llamadas trabéculas, y tejido óseo compacto o cortical en la superficie. Las trabéculas se disponen en tres direcciones: vertical, que unen la cara superior y la inferior; horizontal, que unen las corticales laterales, y dos sistemas de líneas oblicuas o fibra en abanico. Las horizontales se dirigen desde la cara superior e inferior del cuerpo vertebral, pasando por los dos pedículos, hasta la apófisis articulares superior, inferior y espinosa. El entrecruzamiento de los sistemas trabeculares establece puntos de fuerte resistencia, como es el caso de los pedículos, pero también puntos de menor resistencia como el triángulo que se forma a nivel de la parte más anterior del cuerpo vertebral, donde solo existen trabéculas verticales, por lo que es el lugar de asentamiento de fracturas por flexión.

##### Disco intervertebral
Es un sistema amortiguador que une dos cuerpos vertebrales adyacentes formando una articulación de tipo anfiartrosis. Está constituido de una parte central llamada núcleo pulposo, y una periférica llamada anillo fibroso. La función fundamental es mantener separadas las dos vértebras y permitir movimientos de balanceo entre ellas. El 70-90 % del núcleo es agua, el 65 % de su peso seco son proteoglicanos (cuya función es retener agua) y el 15-20 % colágeno de tipo II (de naturaleza elástica). El contenido de colágeno varia en función de su localización (es mayor en los discos cervicales y menor en los lumbares) y de la edad (disminuye con la edad, por lo que disminuye su resistencia). No tiene vasos ni nervios, de ahí su incapacidad de regeneración. En cuanto al anillo fibroso, consiste en capas concéntricas sucesivas de fibras colágenas, ordenadas oblicuamente con 30º de inclinación a derecha e izquierda de forma alternante entre cada capa, lo que hacen que sean prácticamente perpendiculares entre sí. Esta arquitectura le hace capaz de soportar compresiones, pero está mal preparado para los cizallamientos. Su composición es la misma que la del núcleo, pero con distintas concentraciones relativas (60-70 % agua y 50-60 % colágeno) y distinto tipo de colágeno, ya que el anillo contiene colágeno tipo I, capaz de soportar tensiones.

### Par funcional vertebral
El par funcional vertebral está representado por la unión de dos vértebras mediante el disco vertebral y sus elementos de unión. Representa una palanca interapoyo del primer tipo con un punto fijo en las carillas.
La articulación entre dos vértebras adyacentes es una anfiartrosis. Está constituida por dos mesetas de las vértebras adyacentes unidas entre sí por el disco intervertebral. La estructura de este disco es muy característica, consta de dos partes: anillo fibroso y núcleo pulposo.
El  anillo fibroso y el núcleo pulposo forman juntos una pareja funcional cuya eficacia depende de la integridad de ambos elementos. Si la presión interna del núcleo pulposo disminuye o si la capacidad de contención del anillo fibroso desaparece, esta pareja funcional pierde inmediatamente su eficacia.

#### Anillo fibroso
Se trata de la parte periférica del disco conformado por una sucesión de capas fibrosas concéntricas cuya oblicuidad está cruzada. Las fibras son verticales en la periferia y cuanto más se aproximan al centro más oblicuas son.

#### Núcleo pulposo
Se trata de la parte central del disco. Es una gelatina transparente compuesta por un 88 por ciento de agua. No hay vasos ni nervios en el interior del núcleo.
Se halla encerrado en un compartimiento inextensible entre las mesetas vertebrales por arriba, por abajo y el anillo fibroso. Por lo tanto, en una primera aproximación se puede considerar que el núcleo pulposo se comporta como una canica intercalada en dos planos. Este tipo de articulación denominada «de rótula» permite tres clases de movimiento:
- Movimiento de inclinación tanto en el plano sagital (en este caso se observará una flexión o una extensión) como en el frontal (inflexión lateral).
- Movimiento de rotación de una de las mesetas en relación a la otra.
- Movimiento de deslizamiento o cizallamiento de una meseta sobre otra a través de la esfera.

Estos movimientos son de escasa amplitud. Para conseguir una gran amplitud solo se puede obtener a la suma de numerosas articulaciones de este tipo.
El núcleo pulposo soporta el 75 % de la carga y el anillo fibroso, el 25 %. El núcleo pulposo actúa como distribuidor de la presión en sentido horizontal sobre el anillo fibroso.[cita requerida]

### Movimientos generales de la columna vertebral
En la postura bípeda normal, la columna vertebral y la cabeza se encuentran en equilibrio débil. Solo basta el tono muscular para mantener dichos órganos en esta posición. En un plano sagital se puede considerar que estos músculos son: dorsalmente, la musculatura de los canales vertebrales que se extienden desde el sacro e ilíaco hasta la base del cráneo; ventralmente, el recto mayor del abdomen y los músculos escalenos. Estos actúan sobre la estructura ósea vertebral por medio del esqueleto torácico.
A la hora de valorar la movilidad del raquis en su conjunto hay que tener en cuenta que no existen movimientos puros (ni de flexión, extensión, inclinaciones laterales ni rotaciones), estos van a combinarse en los diferentes segmentos. El macromovimiento resultante se debe a la suma de los pequeños movimientos intervertebrales. También hay que tener en cuenta que la movilidad de la columna dependerá del sujeto concreto.

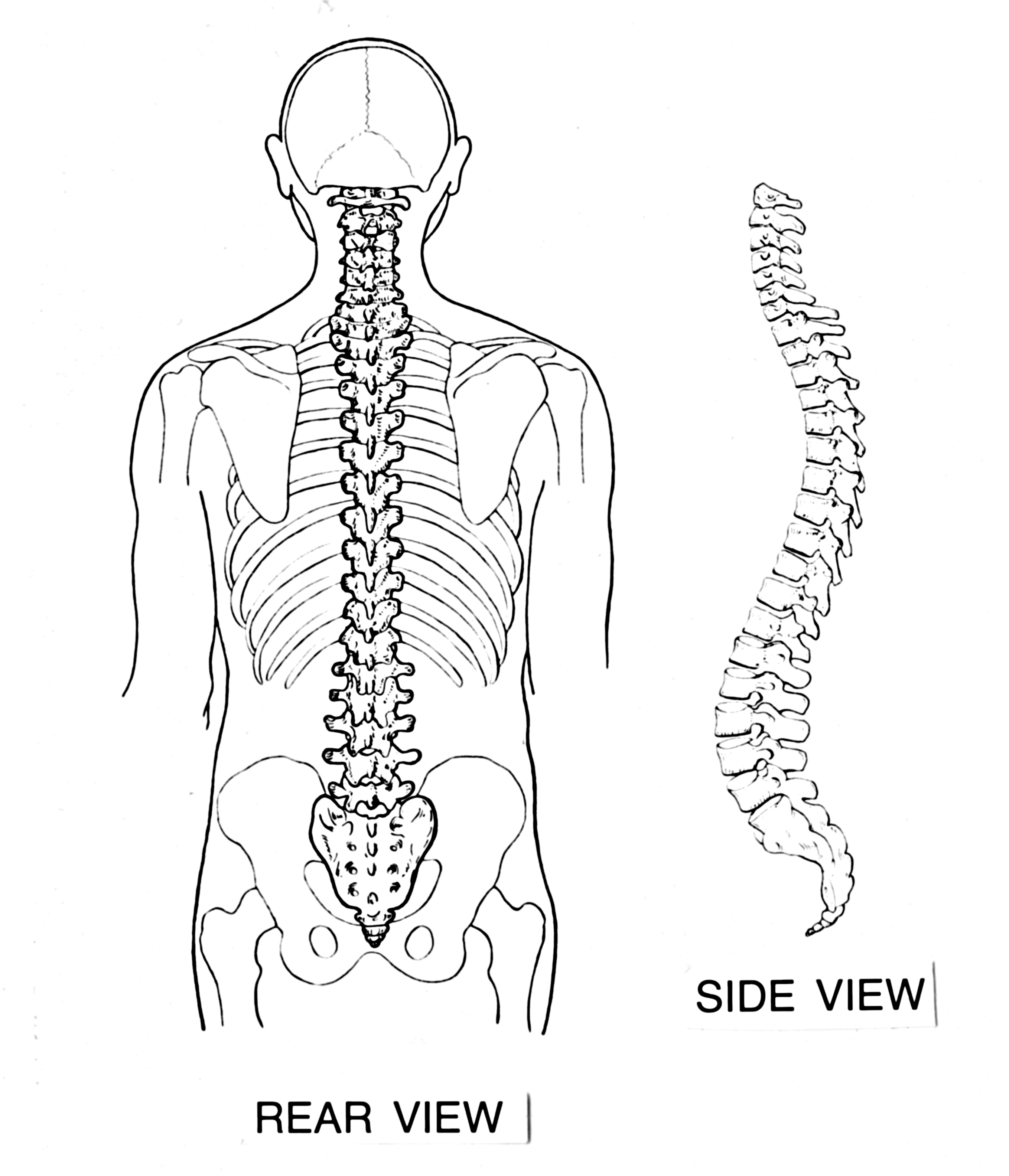
Vista de la columna vertebral posterior y lateral

#### Movimiento de flexión
Flexión:
- Músculo principal transverso del abdomen.
- Músculo secundario recto anterior del abdomen.
- Músculo fijador transverso espinoso.

##### Eje y plano
El movimiento de flexión de la columna vertebral se realiza en un eje trasverso dentro del plano de movimiento sagital o anteroposterior (según la zona, se movilizará más o menos).

##### Amplitudes segmentarias
Las amplitudes segmentarias pueden medirse gracias a radiografías de perfil.
- En el raquis lumbar: la flexión es de 60º.
- En el raquis dorsolumbar: la flexión es de 105º.
- En el raquis cervical: la flexión es de 40º.

Por lo tanto, la flexión total del raquis es de 110º.
Las cifras varían de un individuo a otro y son dependientes del sexo y la edad, entre otros factores.

##### Vértebra suprayacente
Durante la flexión, la vértebra superior se desliza hacia delante y el espacio intervertebral disminuye en el borde anterior; el núcleo pulposo se desplaza hacia atrás de modo que se sitúa sobre las fibras posteriores del anillo fibroso aumentando la tensión del mismo.

##### Vértebra subyacente
Se mantiene inmóvil, en función de la unidad funcional vertebral.

##### Qué ocurre en el cuerpo vertebral
En cuanto a los discos intervertebrales, el núcleo sufre un desplazamiento posterior y las fibras posteriores del anillo fibroso que lo rodean (ante la separación de la parte posterior de los cuerpos) se tensan impidiendo que el núcleo pulposo se vaya excesivamente posterior y que se dé una hernia. Este comportamiento reflejo del anillo fibroso forma parte del sistema de autoestabilización del disco, y también ocurre en el resto de movimientos de las vértebras aunque en diferentes direcciones.

##### Qué ocurre en el arco vertebral
Debido a la separación posterior de los cuerpos, los arcos vertebrales también se alejan y, por lo tanto, las apófisis espinosas se alejan entre sí por lo que los ligamentos interespinosos, supraespinosos y amarillos se tensan limitando la flexión.
Las apófisis articulares también se someten a tensión (pues se tienden a separar las carillas articulares por el movimiento de inclinación y ascenso de la vértebra superior) por lo que la cápsula articular de las articulaciones cigapofisarias se estira y limita también el movimiento.
En cuanto a las transversas, su parte anterior se tiende a juntar (los planos horizontales en los que se sitúan se hacen secantes debido a la inclinación vertebral), mientras que su parte posterior se tiende a separar. Como consecuencia el ligamento intertransverso se acorta en la parte delantera y se estira en la posterior limitando también la flexión.

##### Musculatura y ligamentos
La musculatura y ligamentos extensores de la espalda se elongan (ligamentos amarillos, ligamento longitudinal posterior, interespinoso, supraespinoso e intertransverso, que impiden el exceso de movimiento de las vértebras en la flexión) y los flexores se acortan (ligamento longitudinal anterior).

#### Movimiento de flexión lateral
En el movimiento de lateroflexión, inclinación lateral o flexión lateral, la columna vertebral se inclina hacia un lado. Este movimiento se realiza en un eje antero-posterior y en un plano frontal. Cuando se realiza una lateroflexión, la cabeza se mueve lateralmente hacia los hombros de ese mismo lado y el tórax se mueve lateralmente hacia la pelvis que va en dirección contraria.
En el lado que se realiza la flexión lateral, disminuye la tensión, y en el otro, aumenta.
La amplitud de la columna con respecto a este movimiento es, en el raquis lumbar de 20º, en el raquis torácico es de 20º y en el raquis cervical es de 35º a 45º. En el raquis torácico hay menos amplitud ya que lo impiden las costillas y en el raquis lumbar hay menos movimiento porque lo impiden las carillas articulares de las vértebras lumbares.
Debido a la separación lateral de los cuerpos vertebrales, los arcos también se separan y las apófisis articulares también se someten a esta tensión por lo que la cápsula articular de las articulaciones cigapofisarias se estira y limita el movimiento. El movimiento de inclinación de dos vértebras se acompaña de un deslizamiento diferenciado de las articulaciones cigapofisarias:
- En el lado de la convexidad, las carillas se deslizan como en la flexión, es decir, hacia arriba.
- En el lado de la concavidad, las carillas se deslizan como en la extensión, es decir, hacia abajo.

La limitación del movimiento viene determinada por:
- por una parte, por el tope óseo de las apófisis articulares del lado de la concavidad.
- por la tensión de los ligamentos amarillo e intertransverso del lado de la convexidad.

Además, cuando el raquis se flexiona lateralmente, se puede constatar que los cuerpos vertebrales giran sobre sí mismo lo que hace que su línea media anterior se vea desplazada hacia la convexidad de la curva. En una radiografía simple tomada en flexión lateral se puede observar con claridad que los cuerpos vertebrales pierden su simetría y la línea de las espinosas se desplaza hacia la concavidad.
En una visión superior de la vértebra que se lateroflexiona podemos constatar la rotación de esta, en esta posición la apófisis transversa de la concavidad se proyecta en mayor tamaño que la apófisis transversa de la convexidad. Esta rotación es fisiológica, pero determinadas alteraciones de la estática vertebral causadas por una mala distribución de las tensiones ligamentosas o por desigualdades en el desarrollo determinan una rotación permanente de los cuerpos vertebrales. en este caso existe una escoliosis que se asocia a una inflexión lateral permanente del raquis con las rotaciones pertinentes de los cuerpos vertebrales.[cita requerida]

#### Movimiento de extensión
Este movimiento se realiza en un eje transverso y en un plano sagital. La extensión total del raquis es de unos 135º y las amplitudes segmentarias (solo pueden medirse a través de radiografías de perfil) son de 20º en el raquis lumbar, 40º en el raquis torácico y de 60º en el raquis cervical. Siempre habrá que tener en cuenta que estas amplitudes varían considerablemente según cada individuo ya que está influenciado por aspectos como el sexo o la edad.
En el movimiento de extensión la vértebra suprayacente (la de arriba) se inclina y se desliza hacia atrás sobre la subyacente (la de abajo), provocando que el espacio intervertebral se cierre a nivel posterior y se abra a nivel anterior.
Así, el disco intervertebral se hace más delgado en su parte posterior y se ensancha en su parte anterior. Consecuentemente se produce un desplazamiento hacia delante del núcleo pulposo, lo que provoca un aumento de la tensión de las fibras anteriores del anillo fibroso. Esto da lugar a la aparición del mecanismo de autoestabilización haciendo que las fibras anteriores del anillo tiren de la vértebra suprayacente hacia su posición inicial.
El movimiento estará limitado fundamentalmente por el choque de los elementos óseos posteriores ya que las apófisis articulares se imbrican y las apófisis espinosas están prácticamente en contacto. La limitación de la extensión también está influenciada por la tensión que se produce en los elementos ligamentosos anteriores. Por el contrario, en los elementos ligamentosos posteriores se produce una distensión y una relajación.

#### Movimiento de rotación

##### Eje y plano
El movimiento de rotación se realiza en un eje vertical, por detrás del arco vertebral aproximadamente, en la base de la apófisis transversa. Esta disposición mecánica facilita la probabilidad de este difícil movimiento. Que, dependiendo del segmento, tendrá diferente movilidad. Lo encontramos un plano de movimiento transversal o axial.

##### Amplitudes segmentarias
Las amplitudes segmentarias pueden medirse gracias a radiografías en plano transverso.
- En el raquis lumbar: la rotación es de 5º.
- En el raquis dorsolumbar: la rotación es de 35º, es más acentuada que en la lumbar gracias a la disposición de las apófisis articulares.
- En el raquis cervical: la rotación es de 45-90º. Se puede observar como el atlas efectúa una rotación aproximada de 90º en relación al sacro.

La rotación axial entre pelvis y cráneo (global) llega a estar por encima de los 90º. De hecho, existen unos cuantos grados de rotación axial en la occipitoatloidea, pero, dado que con frecuencia la rotación axial es menor en el raquis dorsolumbar, la rotación total apenas alcanza los 90º.
Variando las cifras de un individuo a otro y son dependientes del sexo y la edad entre otros factores.

##### Vértebra suprayacente y subyacente
Durante la rotación de una vértebra sobre otra, el deslizamiento de las superficies en las apófisis articulares se acompaña de una rotación de un cuerpo vertebral sobre otro (sobre su eje común), por tanto, de una rotación-torsión del disco intervertebral, y no de un cizallamiento, como es el caso del raquis lumbar.
La rotación-torsión del disco puede tener una amplitud más grande que su cizallamiento: la rotación elemental de dos vértebras dorsales es, al menos, tres veces mayor que entre dos vértebras lumbares.

##### Qué ocurre en el cuerpo vertebral y el arco
Durante los movimientos de rotación axial las fibras del anillo cuya oblicuidad se oponen al sentido del movimiento de la rotación, se tensan. Por el contrario, las fibras de las capas intermedias, cuya oblicuidad es inversa, se distienden. La tensión es máxima en las capas centrales cuyas fibras son las más oblicuas: en este caso, el núcleo está fuertemente comprimido y su tensión interna aumenta proporcionalmente con el grado de rotación. Se entiende entonces que el movimiento que asocia la flexión y la rotación axial tiende a desgarrar el anillo fibroso al tiempo que aumentado su presión, expulse el núcleo hacia atrás a través de las fisuras del anillo.
Las rotaciones axiales son movimientos muy pequeños, de 1 a 2º por unidad funcional, y se sabe que hasta 3º no se genera ningún tipo de patología, ya que este aumento es absorbido perfectamente por la articulación y el disco.
Los movimientos se encuentran limitados por la propia rotación de la vértebra, por la translación de las carillas articulares y las fibras medias del anillo fibroso, que actúan como un muelle helicoidal. El control de este movimiento se consigue principalmente por el anillo fibroso y la morfología de las carillas.
Las carillas vertebrales se deslizan transversalmente pero esto tiene que ir acompañado, al mismo tiempo, de una traslación del cuerpo vertebral del superior con respecto al inferior.

##### Musculatura y ligamentos
En las rotaciones, presenta un mayor control por las articulaciones y el anillo fibroso, pero a pesar de ello, actúan los ligamentos supra e infraespinoso. Según Farfán, si el disco se encuentra degenerado, el control por los ligamentos aumenta.

### Generalidades de la musculatura vertebral
A veces cuando nos referimos a un músculo, hacemos referencia a su origen e inserción, a su forma y a su acción ya sea estática (mantener la postura) o dinámica (provocar movimiento), sobre una o varias articulaciones, esto nos puede inducir a un error, y es el pensar que en un movimiento, gesto o en una acción como mantener la postura, un músculo trabaja de manera individual para producir dicho movimiento. Bien, pues esto normalmente no es así, los músculos suelen trabajar por cadenas musculares.

#### Cadena anterior o flexora del tronco
Evita que el tronco o el esqueleto caiga hacia atrás, es decir ante una extensión de tronco a favor de la gravedad, por ejemplo caernos hacia atrás, la cadena anterior controla el movimiento a modo de cuerda, además,  provoca la flexión contra gravedad y lo inicia a favor de la gravedad, suele combinar músculos muy tónicos con fascias. El ombligo será el punto de convergencia de las fuerzas de flexión.
Está formada por los siguientes músculos:
- esternocleidomastoideo
- músculos escalenos
- musculatura hioidea
- músculo intercostal medio
- recto mayor del abdomen o recto anterior del abdomen
- pubocoxígeo

#### Cadena superior del tronco
Evita que el tronco o el esqueleto caiga hacia adelante, ante una flexión de tronco a favor de la gravedad, la cadena posterior controla el movimiento poniendo la musculatura posterior en tensión. Realiza la extensión del tronco contra gravedad y lo inicia a favor de la gravedad. La apófisis espinosa de L3 será el punto de convergencia de las fuerzas de extensión. Está formada por los siguientes músculos:
- músculos extensores del cuello y de la cabeza
- músculos transversoespinosos
- músculo supracostal
- intercostal medio
- epiespinoso
- dorsal largo o Longissimus dorsi
- músculo iliocostal
- cuadrado lumbar (fibras ilio-costales)
- músculo serrato posterior inferior y músculo serrato posterior superior

#### Cadenas cruzadas
Producen movimientos de torsión y rotación. Estas cadenas diagonales conectan los miembros inferiores y superiores. Tenemos una cadena cruzada anterior y una cadena cruzada posterior.
a) Cadena cruzada anterior: Son músculos conectados desde la hemipelvis izquierda hacia el hemitórax derecho y de la hemipelvis derecha al hemitórax izquierdo. Los músculos que la integran son:
- músculo oblicuo interno abdominal
- intercostal interno
- músculo oblicuo externo del abdomen
- músculo intercostal externo
- psoas ilíaco

b) Cadena cruzada posterior: Está compuesta por los siguientes músculos:
- músculo intercostal externo
- intercostal interno
- músculo serrato posterior inferior
- cuadrado lumbar (fibras ilio-lumbares)

## Anormalidades
Ocasionalmente, la coalescencia de las láminas no se logra completar y consecuentemente queda una hendidura en los arcos de las vértebras, por la cual protruye las meninges (la duramadre y la aracnoides) y generalmente la propia médula espinal, constituyendo una malformación denominada espina bífida. La condición es más común a nivel lumbosacro, pero puede ocurrir en otras regiones.
Las siguientes corresponde a curvaturas anormales:

### Hipercifosis
Es una exagerada cifosis a nivel torácico, coloquialmente se le conoce como joroba, común en personas mayores y secundaria a osteoporosis.

### Hiperlordosis
Lordosis exagerada a nivel lumbar. La hiperlordosis resulta común en las mujeres embarazadas.

### Listesis
Puede ser anterolistesis o retrolistesis, dependiendo de si el desplazamiento del cuerpo vertebral es hacia adelante o hacia atrás con respecto a la vértebra adyacente.[cita requerida]

### Escoliosis
Curvatura lateral, es la más común de las curvaturas anormales, ocurre en un 0,5 %. Es más frecuente en mujeres y puede ser el producto de un crecimiento desigual de las caras de una o más vértebras. Puede provocar atelectasias pulmonares y problemas respiratorios de tipo restrictivos.